# Градишче (Свети Томаж)
Градишче (словен. Gradišče) је насељено место у општини Свети Томаж, Подравска регија, Словенија.

## Историја
До територијалне реорганизације у Словенији било је у саставу старе општине Ормож.

## Становништво
У попису становништва из 2011. године, Градишче је имало 41 становника.
| Број становника према пописима | Број становника према пописима | Број становника према пописима |
| ------------------------------ | ------------------------------ | ------------------------------ |
| 1991                           | 2002                           | 2011                           |
| 30                             | 41                             | 41                             |

Напомена: Од 1953. до 2005. исказивано под називом Градишче при Орможу.